# SK Olympik Mělník
Der SK Olympik Mělník ist ein tschechischer Futsalverein aus Mělník.

## Vereinsgeschichte
Olympik Mělník wurde 1992 gegründet. In der Spielzeit 2004/05 stieg die Mannschaft aus der drittklassigen Divize in die 2. Liga auf. Dort belegte das Team auf Anhieb den zweiten Rang. Darüber hinaus gelang dem Zweitliganeuling der Einzug in das tschechische Pokalfinale. Dort musste man sich allerdings mit 1:6 Nejzbach Vysoké Mýto geschlagen geben. Den zweiten Platz in der Liga konnte Mělník in der Saison 2006/07 bestätigen.
Im Folgejahr sicherte sich Olympik die Meisterschaft der 2. Liga západ und stieg in die höchste Spielklasse auf. Weil die eigene Halle in Mělník nicht den Anforderungen der 1. Liga genügte, trug die Mannschaft ihre Heimspiele im etwa 13 km entfernten Neratovice aus. Nach zwei Jahren Erstligazugehörigkeit musste Mělník als Tabellenletzter der Saison 2009/10 den Gang in die 2. Liga antreten.

## Bekannte ehemalige Spieler
- Martin Abraham